# Veronica deltigera
Veronica deltigera är en grobladsväxtart som beskrevs av Nathaniel Wallich och George Bentham. Veronica deltigera ingår i släktet veronikor, och familjen grobladsväxter. Inga underarter finns listade i Catalogue of Life.